# Італійський неореалізм
Неореалі́зм — напрям в італійському кіно та літературі 1940-х — 50-х років. Визначальними рисами неореалізму є наявність документальної основи твору (принцип вірності факту), увага до життя пересічної людини.
Неореалізм найтиповіше проявився у творчості режисерів Роберто Росселліні («Рим — відкрите місто»), Лукіно Вісконті, Вітторіо де Сіки, Дж. де Сантіса та інших. Представниками неореалізму в літературі були Р. Вігано, І. Кальвіно, К. Леві, Е. де Філіппо, Васко Пратоліні та ін.
Пройнятий пошаною до людини, сили солідарності, Н. висунув в головні герої людей з народу, що зберігають високі душевні якості і зростаючих в боротьбі за загальнонаціональну справу. Основна тематика Н. — розкриття жахів і демагогії фашизму, героїка партизанської війни, боротьба за соціальну справедливість; основні проблеми Н. — збереження гідності особи пересічної людини на жорстокому і несправедливому соціальному світі.
Естетичні принципи Н. у кіномистецтві виклав Ч. Дзаваттіні, що втілив їх також в своїх сценаріях. Художнім маніфестом Н. був фільм режисера Р. Росселліні «Рим — відкрите місто» (1945). Склалася велика група художників-однодумців: режисерів — Л. Віськонті, Ст Де Сика, Р. Росселліні, Дж. Де Сантіс, П. Джермі, До. Лідзані, Л. Дзампа і ін., акторів — А. Маньяні, А. Фабріци, М. Джіротті, Тото, Р. Балоні, К. Дель Поджо і ін. Серед найкращих фільмів Н.: «Пайза», «Викрадачі велосипедів», «Шуша», «Умберто Д.», «Земля тремтить», «Трагічне полювання», «В ім'я закону» (у радянському прокаті «Під небом Сицилії»), «Дорога надії», «Неаполь-мільйонер» (у радянському прокаті «Неаполь — місто мільйонерів»), «Рим, 11 годин» "Нема миру під оливами" і ін. Режисери Н. шукали нові виразні засоби. Значно мінялася кіномова. Твори Н. відрізнялися прагненням до точності деталей, майже документальному показу дійсних умов важкому життю народу. Фільми були лаконічні, стримані, в них повністю була відсутня помилкова красива, пишна постановочность фільмів фашистського періоду. Картини, головним чином чорно-білі, знімалися, як правило, на натурі, на вулиці, на відкритому повітрі, притягувалися непрофесійні виконавці, в основу сценарію інколи лягали факти газетної хроніки, в діалогах широко використовувалася народна мова, місцеві діалекти. У ряд фільмів вводився дикторський текст, що як би узагальнював дію. Все це додавало фільмам особливу достовірність.
Н. у літературі протиставив себе як різним модерністським течіям і тенденціям клерикалізму в мистецтві, так і особливо профашистському мистецтву. Найбільш розроблений літературний жанр — «ліричний документ», що поєднує автобіографічний момент з художньою вигадкою («Вулиця Магадзіні» і «Родинна хроніка» Пратоліні; «Христос зупинився в Еболі» До. Лєєй і ін.); до нього близькі комедії Е. Де Філіппо (наприклад «Неаполь-мільйонер»); ширше, епічне зображення соціальних проблем і конфліктів представлене в романах «Метелло» Пратоліні, «Землі Сакраменто» Ф. Йовіне, нарисах Льові. Неореалісти прагнули до ясності і простоти словесного і образного вираження, до широкого використання народної мови. Це позначилося і в поезії (П. П. Пазоліні), що відхилювала формотворчеськие вишукування герметізма .
В середині 50-х рр. виявилася обмеженість методу Н., що не зумів розкрити кардинальні і складні протиріччя нової дійсності і що часом підміняв аналіз емпіризмом. Реалізм сучасного італійського кіно і літератури переріс рамки Н. як ідейно-художнього і світоглядного комплексу. Проте Н. вже виконав серйозне естетичне і ідейне завдання (у тому числі повернув італійському мистецтву інтерес до тем і проблем народного життя). Родинні Н. явища були і в італійському образотворчому мистецтві (живопис і графіка В. Аттарді, А. Сальваторе, Дж. Дзігайни, До. Льові, ряд картин Р. Гуттузо), частково в театрі (де працювали Л. Віськонті, Е. Де Філіппе, А. Маньяні), в пісні і т. д. Н. зробив вплив на ряд європейських літератур на початку 50-х рр., на кінематограф багатьох країн світу, у тому числі і соціалістичних. Аналогічні тенденції у мистецтві західноєвропейських країн (Франція, Велика Британія, ФРН(Федеральна Республіка Німеччини) і ін.) інколи також називалися неореалістами. Традиції Н. живуть в окремих кінофільмах подальших років, а на початку 70-х рр. отримали розвиток в прогресивному напрямі «політичне кіно».

## Основні роботи

### Попередники та впливи
- Реалістичні твори Джованні Верги
- Роман Альберто Моравія Байдужий (it. Gli indifferenti) (1929)
- Збірка оповідань Коррадо Альваро Люди в Аспромонте (it. Gente in Aspromonte) (1930)
- Роман Ігнаціо Сілоне Фонтамара (it. Fontamara) (1933)
- Роман Карло Бернарі Троє робітників (it. Tre operai) (1934)
- Фільми Ельвіри Нотарі (перша жінка-режисер італійського кіно)
- Роман Карло Леві Христос зупинився на Еболі (it. Cristo si è fermato a Eboli) (1945)
- Фільм Алессандро Бласетті1860 (1934)
- Фільм Жана Ренуара Тоні (фр. Toni) (1935)
- Фільми Роберто Росселліні Білий корабель (it. La nave bianca) (1941), Пілот повертається (it. Un pilota ritorna) (1942), Людина з хрестом (it. L'uomo dalla croce) (1943),
- Фільми Франческо де Робертіса Чоловіки на дні (it. Uomini sul fondo) (1941) та Альфа Тау! (it. Alfa Tau!) (1942)
- Фільм  Алессандро Бласетті Чотири кроки в хмарах (it. Quattro passi fra le nuvole) (1942)
- Фільми  Маріо Боннар Попереду є місце (it. Avanti c'è posto...) (1942) та  Кампо де Фіорі (it. Campo de 'Fiori) (1943)
- Фільм Вітторіо Де Сіки Діти дивляться на нас (it. I bambini ci guardano)  (1943)
- Фільм  Маріо Маттолі Останній інвалідний візок (it. L'ultima carrozzella) (1943)
- Фільм Джакомо Джентіломо O sole mio (1945)
- Документальний фільм Мікеланджело Антоніоні Люди з По (it. Gente del Po)  (1943)

### Фільми

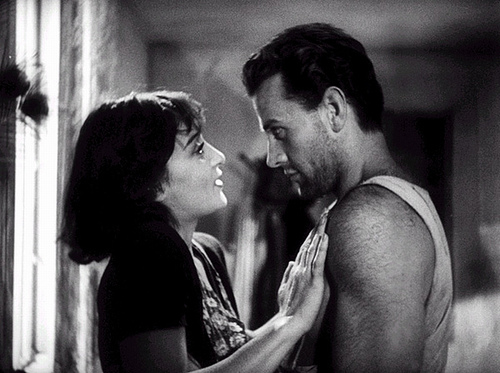
Массімо Джиротті і Клара Каламай у фільмі «Одержимість».

#### Лукіно Вісконті
- Одержимість (it. Ossessione) (1943)
- Земля здригається (it. La terra trema) (1948)
- Найкрасивіша (it. Bellissima) (1951)

#### Роберто Росселліні
- Рим, відкрите місто (it. Roma città aperta) (1945) — Золота пальмова гілка Каннського кінофестивалю
- Пайза (it. Paisà) (1946)
- Німеччина, рік нульовий (it. Germania anno zero) (1948)
- Стромболі, земля Божа (it. Stromboli (Terra di Dio)) (1950)
- Європа '51 (it. Europa '51) (1952)
- Подорож до Італії (it. Viaggio in Italia) (1954)

#### Вітторіо де Сіка
- Шуша (it. Sciuscià) (1946) — Премія «Оскар» за найкращий міжнародний художній фільм; Срібна стрічка найкращому режисеру
- Викрадачі велосипедів (it. Ladri di biciclette) (1948) — Премія «Оскар» за найкращий міжнародний художній фільм
- Диво в Мілані (it. Miracolo a Milano) (1951) — Золота пальмова гілка Каннського кінофестивалю
- Умберто Д. (it. Umberto D.) (1952)
- Вокзал Терміні (it. Stazione Termini) (1953)

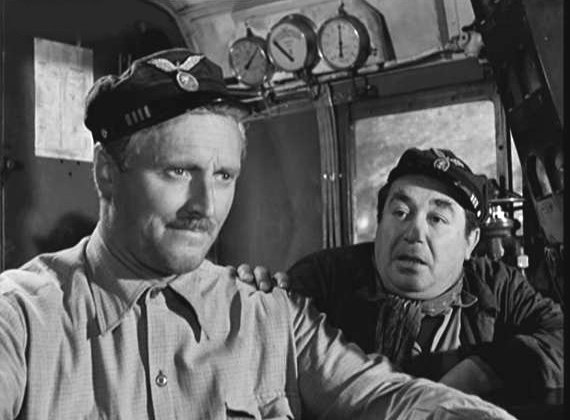
П'єтро Джермі у своєму фільмі Залізничник

- Дах (it. Il tetto) (1956)

#### Джузеппе де Сантіс
- Трагічне полювання (it. Caccia tragica) (1947)
- Гіркий рис (it. Riso amaro) (1949)
- Нема миру під оливами (it. Non c'è pace tra gli ulivi) (1950)
- Рим 11 ранку (it. Roma ore 11) (1952)
- Люди та вовки (it. Uomini e lupi) (спільно з Леопольдо Савона, 1957)

#### Альберто Латтуада
- Бандит (it. Il bandito) (1946)
- Безжальний (it. Senza pietà) (1948)

#### П'єтро Джермі
- Втрачена молодість (it. Gioventù perduta) (1947)
- В ім'я закону (it. In nome della legge) (1948)
- Дорога надії (it. Il cammino della speranza) (1950)
- Залізничник (it. Il ferroviere) (1956)

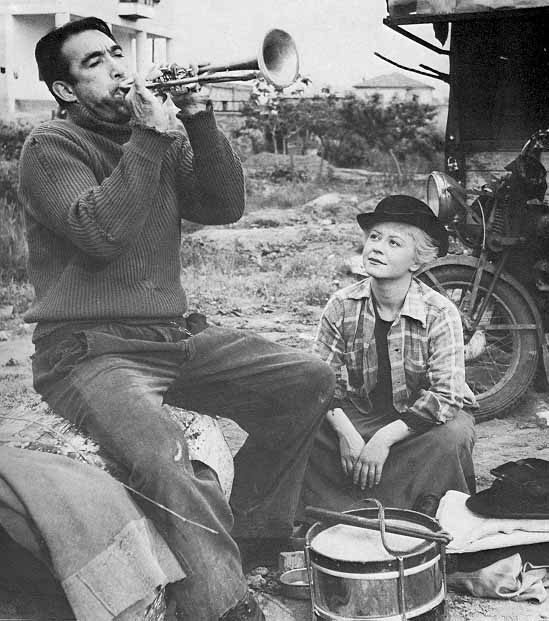
Ентоні Куінн і Джульєтта Масіна у фільмі Дорога

#### Ренато Кастеллані
- Під сонцем Риму (it. Sotto il sole di Roma) (1948)
- Це весна (it. È primavera...) (1949)
- Два гроші надії (it. Due soldi di speranza) (1952) — Золота пальмова гілка Каннського кінофестивалю

#### Луїджі Дзампа
- Тяжкі роки (it. Anni difficili) (1948)
- Суд над містом (it. Processo alla città) (1952)

#### Лучано Еммер
- Серпнева неділя (it. Domenica d'agosto) (1950)

#### Мікеланджело Антоніоні
- Хроніка одного кохання (it. Cronaca di un amore) (1950)

#### Федеріко Фелліні
- Мамині синочки (it. I Vitelloni) (1953) — Срібний лев Венеційського кінофестивалю; 2 Срібні стрічки (найкращий режисер, найкраща чоловіча роль другого плану (Альберто Сорді), найкращий продюсер)
- Дорога (it. La strada) (1954) — Премія «Оскар» за найкращий міжнародний художній фільм; Срібний лев Венеційського кінофестивалю; 2 Срібні стрічки (найкращий режисер та найкращий продюсер)

#### Карло Ліццані
- Увага! Бандити! (it. Achtung! Banditi!) (1951)
- Хроніки бідних коханців (it. Cronache di poveri amanti) (1954)

#### Франческо Мазеллі
- Розгромлені (it. Gli sbandati) (1955) — Особлива згадка Венеційського кінофестивалю

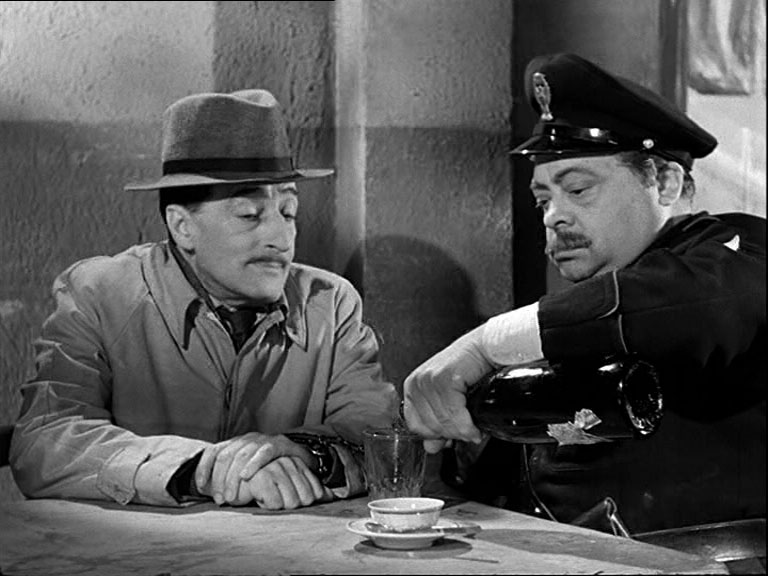
Охоронці і злодії, з Монічеллі і Стено: драматична комедія, але чітко нагадує неореалістичний стиль

#### Франческо де Робертіс
- Привиди моря (it. Fantasmi del mare) (1948)
- Мулат (it. Il mulatto) (1949)
- Любителі Равелло (it. Gli amanti di Ravello або Fenesta ca' lucive) (1950)
- Героїчний заряд (it. Carica eroica) (1952)
- Сімка Великої Ведмедиці (it. I sette dell'Orsa maggiore) (1953)
- Чоловіки в тіні (it. Uomini ombra) (1954)
- Мізар (Диверсия на морі) (it. Mizar (Sabotaggio in mare)) (1954)
- Морські хлопці (it. Ragazzi della marina) (1958)

#### Джорджо Ферроні
- Бобін, чорний рай (it. Tombolo, paradiso nero) (1947)